# 129151 Angelaboggs
129151 Angelaboggs è un asteroide della fascia principale. Scoperto nel 2005, presenta un'orbita caratterizzata da un semiasse maggiore pari a 2,6118188 UA e da un'eccentricità di 0,1995147, inclinata di 5,84668° rispetto all'eclittica.